# Parkville (Maryland)
Parkville é uma Região censo-designada localizada no estado americano de Maryland, no Condado de Baltimore.

## Demografia
Segundo o censo americano de 2000, a sua população era de 31.118 habitantes.

## Geografia
De acordo com o United States Census Bureau tem uma área de
11,0 km², dos quais 11,0 km² cobertos por terra e 0,0 km² cobertos por água.

## Localidades na vizinhança
O diagrama seguinte representa as localidades num raio de 8 km ao redor de Parkville.